# Geoblasta
Geoblasta é um género botânico pertencente à família das orquídeas (Orchidaceae).
O gênero monotípico Geoblasta foi publicado por João Barbosa Rodrigues em Vellosia (ed. 2) 1: 132., em 1891. Sua única espécie é a Geoblasta penicillata (Rchb.f.) Hoehne ex Correa, originalmente Chloraea penicillata Rchb.f.. O nome do gênero vem do grego geo, terra, e blastos, broto, alusão ao seu hábito terrestre.
Esta espécie está registrada para o leste da Argentina, Uruguai e estados do sul do Brasil, geralmente em áreas montanhosas. São plantas terrestres ou humícolas, de crescimento sazonal, que apresentam período de dormência, quando apenas subsistem suas raízes fasciculadas e mais ou menos tuberosas, resistentes às secas prolongadas e mesmo incêndios. Apresentam pseudocaule herbáceo rijo e folhas algo carnosas.
O gênero caracteriza-se principalmente por apresentar uma flor, raramente duas, de atraente colorido verde, veiado de escuro, com labelo livre da coluna terminando em bela franja.